# بنی حسان
بنی حسان (به عربی: بنی حسان) یک منطقهٔ مسکونی در تونس است که در استان منستیر واقع شده‌است. بنی حسان ۸٬۸۰۱ نفر جمعیت دارد.